# Tercera División de España (Grupo I)
El grupo I de la Tercera División española de fútbol fue el grupo autonómico gallego de dicha categoría; constituyó el cuarto nivel de competición del sistema de liga en Galicia. La primera temporada disputada con un grupo autonómico fue la 1943-44, sin embargo, el sistema actual fue establecido en la temporada 1980-81.
El C. D. Arenteiro fue el último campeón del Grupo I de la extinta Tercera División.
Fue sustituido en 2021 por el Grupo I de la Tercera RFEF, quinto nivel del sistema de ligas de fútbol de España.

## Sistema de competición
Esta temporada tuvo un sistema de competición de transición, provocado por la paralización del fútbol no profesional a causa de la pandemia de Coronavirus. La Tercera División sufrió un proceso de transición en el que en la temporada 2021-2022 pasó de ser la cuarta categoría a nivel nacional a ser la quinta, y cambió su denominación a Tercera División RFEF. El lunes 14 de septiembre se confirmaron las bases de competición.

### Primera Fase
En la Primera Fase participaron veinticuatro clubes encuadrados en dos subgrupos de doce equipos cada uno. Se enfrentaron en cada subgrupo todos contra todos en dos ocasiones -una en campo propio y otra en campo contrario- durante un total de 22 jornadas. El orden de los encuentros se decidió por sorteo antes de empezar la competición. La Federación Gallega de Fútbol fue la responsable de designar las fechas de los partidos y los árbitros de cada encuentro, reservando al equipo local la potestad de fijar el horario exacto de cada encuentro.
Una vez finalizada la Primera Fase los tres primeros clasificados avanzaron a la Segunda Fase para Segunda División RFEF, los clasificados entre la cuarta y sexta posición lo hicieron a la Segunda Fase por la Fase Final para Segunda División RFEF / Play Off de Ascenso a Segunda División RFEF, y el resto disputaron la Segunda Fase por la Permanencia en Tercera División RFEF. Los puntos obtenidos, así como los goles, tanto a favor como en contra, se arrastraron a la siguiente fase, comenzado cada equipo su fase específica con los puntos y goles obtenidos en la Primera Fase.

### Segunda Fase
En la Segunda Fase para Segunda División RFEF participaron seis clubes en un único grupo. Se rescataron los puntos obtenidos en la Primera Fase y se enfrentaron tan solo los equipos que hayan estado en distintos subgrupos en dos ocasiones -una en campo propio y otra en campo contrario- durante un total de 6 jornadas. El orden de los encuentros se decidió por sorteo antes de empezar la Fase. Los dos primeros clasificados ascendieron directamente a la nueva Segunda RFEF, mientras que los otros cuatro equipos disputaron la Fase Final de Eliminatorias a Segunda División RFEF / Play Off de Ascenso a Segunda División RFEF.
En la Segunda Fase por el Play Off de Ascenso a Segunda División RFEF participaron seis clubes en un único grupo. Se rescataron los puntos obtenidos en la Primera Fase y se enfrentaron tan solo los equipos que hayan estado en distintos subgrupos en dos ocasiones -una en campo propio y otra en campo contrario- durante un total de 6 jornadas. El orden de los encuentros se decidió por sorteo antes de empezar la Fase. Los dos primeros clasificados disputaron la Fase Final de Eliminatorias a Segunda División RFEF / Play Off de Ascenso a Segunda División RFEF, mientras que los otros cuatro equipos participarán en Tercera División RFEF.
En la Segunda Fase por la Permanencia en Tercera División RFEF participaron doce clubes en un único grupo. Se rescataron los puntos obtenidos en la Primera Fase y se enfrentaron tan solo los equipos que hayan estado en distintos subgrupos en dos ocasiones -una en campo propio y otra en campo contrario- durante un total de 12 jornadas. El orden de los encuentros se decidió por sorteo antes de empezar la Fase. Los siete últimos clasificados descendieron directamente a Preferente Autonómica, mientras que los cuatro primeros participarán en Tercera División RFEF.
El ganador de un partido obtuvo tres puntos, el perdedor cero puntos, y en caso de empate hubo un punto para cada equipo. 

### Play-off de ascenso a Segunda RFEF
Por último la Fase Final de Ascenso a Segunda División RFEF / Play Off de Ascenso a Segunda División RFEF la disputaron seis clubes en formato de eliminatorias a partido único, ejerciendo de local el equipo con mejor clasificación. En la primera ronda compitieron los dos primeros clasificados de la Fase Intermedia y los clasificados en quinta y sexta posición de la Segunda Fase de Ascenso. Los vencedores de esta ronda jugaron la segunda eliminatoria donde se incorporaron los clasificados en tercera y cuarta posición de la Segunda Fase de Ascenso. Los vencedores disputaron una final de la que salió la tercera plaza de ascenso a Segunda División RFEF.

## Historia
En la temporada 1929-30 se estableció la Tercera División, sin embargo, hasta 1943 se disputaba de manera nacional. Entre 1943 y 1949 se disputó la categoría con un grupo conformado por equipos gallegos, el cual permitía la presencia de algunos equipos de provincias cercanas. Entre 1949 y 1954, los clubes de Galicia participaron con equipos asturianos, montañeses, zamoranos y leoneses.
En 1955 se retomó el grupo propio para los equipos gallegos, el cual volvería a desaparecer en 1968 con la integración de los clubes asturianos en el mismo sector. Hasta 1980 se mantuvieron los grupos mixtos con equipos de otras comunidades.
En 1980 se retomó el grupo gallego debido a la nueva organización de la tercera división basada en el estado autonómico, siendo el sistema utilizado hasta 2021.

## Palmarés

### Por temporada
Se contabilizan los campeonatos a partir de la temporada 1980-81, cuando se estableció el sistema de grupos utilizado hasta 2021.
| Temporada | Campeón                 | Subcampeón             | Tercero                     | Cuarto                |
| --------- | ----------------------- | ---------------------- | --------------------------- | --------------------- |
| 1980/81   | C. D. Lugo              | Arosa S.C.             | C. Gran Peña Celtista       | Alondras C.F.         |
| 1981/82   | Pontevedra C.F.         | C.D. Orense            | C. D. Lugo                  | Arosa S.C.            |
| 1982/83   | Pontevedra C.F.         | Arosa S.C.             | C.D. Orense                 | C. D. Lugo            |
| 1983/84   | Pontevedra C.F.         | C.D. Orense            | R.C. Deportivo Fabril       | C. D. Lugo            |
| 1984/85   | C.D. Lalín              | C.D. Orense            | Racing de Ferrol            | C. D. Lugo            |
| 1985/86   | C. D. Lugo              | C.D. Endesa As Pontes  | R.C. Deportivo Fabril       | C. Gran Peña Celtista |
| 1986/87   | C.D. Endesa As Pontes   | C.D. Arenteiro         | C.D. Lalín                  | Bergantiños C.F.      |
| 1987/88   | Racing de Ferrol        | C. Juventud Cambados   | Club Lemos                  | S.D. Compostela       |
| 1988/89   | Villalonga F.C.         | C. Juventud Cambados   | S.D. Juvenil de Puenteareas | S.D. Compostela       |
| 1989/90   | S.D. Compostela         | R.C. Deportivo Fabril  | Villalonga F.C.             | Bergantiños C.F.      |
| 1990/91   | C.D. Lalín              | Bergantiños C.F.       | S.D. Burela                 | R.C. Deportivo Fabril |
| 1991/92   | Racing de Ferrol        | Celta Turista C.F.     | C.D. Carballiño             | Bergantiños C.F.      |
| 1992/93   | Arosa S.C.              | Viveiro C.F.           | C.D. Carballiño             | Villalonga F.C.       |
| 1993/94   | Bergantiños C.F.        | R.C. Deportivo "B"     | C.D. Endesa As Pontes       | Viveiro C.F.          |
| 1994/95   | C.D. Endesa As Pontes   | Viveiro C.F.           | Celta Turista C.F.          | R.C. Deportivo "B"    |
| 1995/96   | C.C.D. Cerceda          | Puente Orense C.F.     | R.C. Celta de Vigo "B"      | C.D. Lalín            |
| 1996/97   | Vista Alegre S.D.       | Puente Orense C.F.     | C.D. Lalín                  | Viveiro C.F.          |
| 1997/98   | S.D. Compostela "B"     | C.D. Lalín             | R.C. Celta de Vigo "B"      | Betanzos C.F.         |
| 1998/99   | Porriño Industrial F.C. | R.C. Celta de Vigo "B" | C.C.D. Cerceda              | Viveiro C.F.          |
| 1999/2000 | R.C. Celta de Vigo "B"  | R.C. Deportivo "B"     | U.D. Xove Lago              | C.D. Lalín            |
| 2000/01   | R.C. Celta de Vigo "B"  | C.D. Endesa As Pontes  | Puente Orense C.F.          | U.D. Xove Lago        |
| 2001/02   | S.D. Compostela "B"     | Alondras C.F.          | Betanzos C.F.               | Club Lemos            |
| 2002/03   | C.C.D. Cerceda          | R.C. Deportivo "B"     | C. Atlético Arteixo         | C. Rápido de Bouzas   |
| 2003/04   | C.C.D. Cerceda          | C. Atlético Arteixo    | R.C. Deportivo "B"          | Verín C.F.            |
| 2004/05   | C. Rápido de Bouzas     | Feiraco S.D. Negreira  | C. D. Lugo                  | Coruxo F.C.           |
| 2005/06   | R.C. Deportivo "B"      | C. D. Lugo             | Laracha C.F.                | Alondras C.F.         |
| 2006/07   | R.C. Deportivo "B"      | Coruxo F.C.            | S.D. Negreira               | Villalonga F.C.       |
| 2007/08   | S.D. Ciudad de Santiago | C.D. Lalín             | Narón Balompé Piñeiros      | Coruxo F.C.           |
| 2008/09   | S.D. Compostela (2004)  | Montañeros C.F.        | C.D. Ourense                | C.C.D. Cerceda        |
| 2009/10   | R.C. Deportivo "B"      | C.C.D. Cerceda         | C.D. Ourense                | Coruxo F.C.           |
| 2010/11   | C.C.D. Cerceda          | Racing de Ferrol       | C.D. Ourense                | R.C. Villalbés        |
| 2011/12   | C.D. Ourense            | Alondras C.F.          | C.C.D. Cerceda              | Pontevedra C.F.       |
| 2012/13   | Racing de Ferrol        | R.C. Celta de Vigo "B" | S.D. Compostela (2004)      | R.C. Deportivo "B"    |
| 2013/14   | U.D. Somozas            | C.C.D. Cerceda         | C.D. Boiro                  | Pontevedra C.F.       |
| 2014/15   | Pontevedra C.F.         | R.C. Deportivo "B"     | C.C.D. Cerceda              | C.D. Choco            |
| 2015/16   | C.D. Boiro              | C.C.D. Cerceda         | R.C. Deportivo "B"          | C.D. Choco            |
| 2016/17   | R.C. Deportivo "B"      | C. Rápido de Bouzas    | C.C.D. Cerceda              | Bergantiños C.F.      |
| 2017/18   | S.D. Compostela (2004)  | Bergantiños C.F.       | R.C. Villalbés              | Alondras C.F.         |
| 2018/19   | Racing de Ferrol        | Bergantiños C.F.       | S.D. Compostela (2004)      | Alondras C.F.         |
| 2019/20   | S.D. Compostela (2004)  | Ourense C.F.           | Arosa S.C.                  | C.D. Barco            |
| 2020/21   | C.D. Arenteiro          | Bergantiños F.C.       | Arosa S.C.                  | Polvorín F.C.         |

### Por equipo
| Equipo                      | Campeonatos | Temporadas                         |
| --------------------------- | ----------- | ---------------------------------- |
| Racing de Ferrol            | 4           | 1987/88, 1991/92, 2012/13, 2018/19 |
| RC Deportivo de La Coruña B | 4           | 2005/06, 2006/07, 2009/10, 2016/17 |
| Pontevedra CF               | 4           | 1981/82, 1982/83, 1983/84, 2014/15 |
| CCD Cerceda                 | 4           | 1995/96, 2002/03, 2003/04, 2010/11 |
| SD Compostela (2004)        | 3           | 2008/09, 2017/18, 2019/20          |
| RC Celta de Vigo B          | 2           | 1999/2000, 2000/01                 |
| SD Compostela B             | 2           | 1997/98, 2001/02                   |
| CD As Pontes                | 2           | 1986/87, 1994/95                   |
| CD Lalín                    | 2           | 1984/85, 1990/91                   |
| CD Lugo                     | 2           | 1980/81, 1985/86                   |
| CD Boiro                    | 1           | 2015/16                            |
| UD Somozas                  | 1           | 2013/14                            |
| CD Ourense                  | 1           | 2011/12                            |
| SD Ciudad de Santiago       | 1           | 2007/08                            |
| Rápido de Bouzas            | 1           | 2004/05                            |
| Porriño Industrial FC       | 1           | 1998/99                            |
| Vista Alegre SD             | 1           | 1996/97                            |
| Bergantiños FC              | 1           | 1993/94                            |
| Arosa SC                    | 1           | 1992/93                            |
| SD Compostela               | 1           | 1989/90                            |
| Villalonga FC               | 1           | 1988/89                            |
| C.D. Arenteiro              | 1           | 2020/21                            |